# Ropalidia jaculator
Ropalidia jaculator är en getingart som först beskrevs av Frederick Smith 1871.
Ropalidia jaculator ingår i släktet Ropalidia och familjen getingar. Inga underarter finns listade i Catalogue of Life.